# Hans-Peter Schramm
Hans-Peter Schramm (* 15. März 1938 in Konstanz) ist ein deutscher Bibliothekar und Hochschullehrer.

## Leben und Wirken
Hans-Peter Schramm studierte Philosophie, Lateinische Philologie und Germanistik an der Universität Freiburg/Br. Dort legte er 1965 das Staatsexamen für den höheren Schuldienst ab und promovierte bei Hans Reiner im gleichen Jahr. Von 1966 bis 1968 war er in Freiburg im Schuldienst als Studienreferendar bzw. Studienassessor tätig. Anschließend war er von 1968 bis 1972 als Lektor für deutsche Sprache an der Universität Lund (Zweigeinrichtung in Växjö). Im Jahre 1972 wurde er wissenschaftlicher Mitarbeiter der Niedersächsischen Landesbibliothek Hannover und arbeitete dort im Bibliotheksdienst bis 1985. In diesem Jahr nahm er eine Professur an der Fachhochschule Hannover im Bereich Bibliothekswesen, Information und Dokumentation an und lehrte seither dort.

## Schriften
- Obligatio – Verbindlichkeit. Die Bedeutungsentwicklung des Wortes obligatio zum ethischen Begriff bis Thomas von Aquin. Dissertation Universität Freiburg/Br. 1965.
- Zur Geschichte des Wortes "obligatio" von der Antike bis Thomas von Aquin. In: Archiv für Begriffsgeschichte, Bd. 11 (1967), S. 119–147.
- (Red.): Kunst am Bau. Ausstellung von Wettbewerbsarbeiten in der Niedersächsischen Landesbibliothek vom 6.–18. November 1978. Hannover 1978.
- "Warum soll ich das tun?" Zu einigen grundsätzlichen Schwierigkeiten der Verbindlichkeitsbegründung. In: Norbert Huppertz (Hrsg.): Die Wertkrise des Menschen. Philosophische Ethik in der heutigen Welt. Festschrift für Hans Reiner. Hain, Meisenheim am Glan 1979, S. 45–52, ISBN 3-445-01886-3.
- (Mitautor): Wilhelm Totok / Handbuch der Geschichte der Philosophie. Bd. 3: Renaissance. Klostermann, Frankfurt/M. 1980.
- Hannover und Italien zur Leibniz-Zeit. Aus den Beständen der Niedersächsischen Landesbibliothek Hannover. Ausstellung vom 19. Oktober bis 17. November 1984. Hannover 1984.
- (Bearb.): Ein Stich gegen Zimmermann. Ausstellung in der Niedersächsischen Landesbibliothek Hannover vom 26. Mai bis 3. Juli 1993. Hannover 1993.
- (Hrsg. u. Mitautor): Johann Georg Zimmermann. Königlich großbritannischer Leibarzt (1728–1795). Vorträge, gehalten anläßlich eines Arbeitsgespräches vom 4. bis 7. Oktober 1995 in der Herzog-August-Bibliothek (= Wolfenbütteler Forschungen, Bd. 82). Harrassowitz, Wiesbaden 1998, ISBN 3-447-04120-X.
- Schaumburgische Bibliotheken in Früher Neuzeit und Moderne. In: Hubert Höing (Hrsg.): Zur Geschichte der Bildung und Erziehung in Schaumburg (= Schaumburger Studien, Bd. 69). Verlag für Regionalgeschichte, Bielefeld 2007, S. 575–585, ISBN 3-89534-699-3.
- (Hrsg.): Hans Burkardt / Kalligraphie. Der gelenkte Zufall. Küster, Hannover 2012.
- (Hrsg.): 100 Hannoversche Bibliophilen-Abende. Hannover 2016.
- Johann Hemelings "Fortsetzung der Schreibkunst ..." 1674. Ein neu entdecktes Exemplar in Hannover und ein Nachahmer in Stuttgart. In: Hannoversche Geschichtsblätter, Bd. 72 (2018), S. 287–293.